# Scipione Pannocchieschi d’Elci
Scipione Pannocchieschi d’Elci (ur. w 1600 w Sienie, zm. 12 kwietnia 1670 w Rzymie) – włoski kardynał.

## Życiorys
Urodził się w 1600 roku w Sienie, jako syn Orsa d’Elci. Był referendarzem Trybunału Obojga Sygnatur i prałatem Jego Świątobliwości. 1 maja 1629 roku przyjął święcenia diakonatu, a dwa dni później – prezbiteratu. 28 lipca 1631 roku został wybrany biskupem Pienzy, a 17 sierpnia przyjął sakrę. W 1636 roku został arcybiskupem Pizy. W latach 1646–1652 był nuncjuszem w Wenecji, a w okresie 1652–1658 – w Arcyksięstwie Austriackim. 9 kwietnia 1657 roku został kreowany kardynałem in pectore. Jego nominacja na kardynałą prezbitera 29 kwietnia 1658 roku i nadano mu kościół tytularny Santa Sabina. W 1663 roku zrezygnował z zarządzania archidiecezją. Zmarł 12 kwietnia 1670 roku w Rzymie.